# 川又常辰
川又 常辰（かわまた つねたつ、生没年不詳）とは、江戸時代の浮世絵師。

## 来歴
名は「つねとき」と読むかともいわれる。『増訂浮世絵』は落款の「常」の字が川又常正の落款の「常」の字の書体と同様なので、常正の門人だとしている。またその作に「一人立の美人を画いたもの」があったというが、現在常辰の作として確認されているのは肉筆画2点のみである。いずれも宝暦の頃の作とされる。

## 作品
- 「汐汲み図」 絹本着色（東京国立博物館所蔵）[5] ※「常辰画」の落款、「川又」・「常辰」の長方印あり。常正筆の「汐汲図」（東京国立博物館所蔵）[6]と同じ図様を描く。
- 「柳下美人図」 紙本着色（麻布美術工芸館旧蔵）[7] ※「常辰」の方印あり（落款無し）。